# Botó (informàtica)

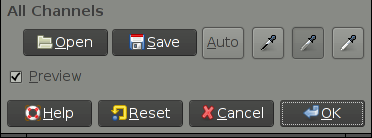
Botons informàtics

A l'entorn de la informàtica, un botó és una metàfora comuna utilitzada a les interfícies gràfiques (que reben el nom d'entorns GUI) amb objectiu símil al d'un botó corrent. Els botons solen ser representats com rectangles que tenen dintre una llegenda o icona, generalment amb efecte de relleu. També hi ha el radiobutton que és rodó amb un punt al mig.